# La Dormeuse Duval
Pour plus de détails, voir Fiche technique et Distribution.
La Dormeuse Duval est un film français réalisé par Manuel Sanchez, sorti en France en février 2017. Le film s’inspire librement du roman Les Bottes rouges de Franz Bartelt.

## Synopsis
Dans un village sur les bords de la Meuse à la frontière franco-belge, Basile Matrin, magasinier d’usine, mène une vie monotone aux côtés de son épouse Rose. La jeune Maryse Duval, revenue de Paris laissant son rêve de comédienne derrière elle, va involontairement faire basculer le destin de Rose et de son mari. Le voisin et ami de Basile Matrin, correspondant local du Quotidien de la Meuse, est témoin du drame comique qui se joue en face de chez lui. Il va entrer à son corps défendant dans cette « dramédie »...

## Fiche technique
- Titre : La Dormeuse Duval
- Réalisation : Manuel Sanchez
- Scénario et dialogues : Muriel Sanchez-Harrar et Manuel Sanchez, d'après le roman Les Bottes rouges de Franz Bartelt
- Décors : Baptiste Dequet
- Costumes : Muriel Sanchez-Harrar
- Photographie : Sophie Cadet
- Montage : Fabien Montagner
- Musique : Étienne Perruchon
- Son : Maxime Roy
- Productions : Marylise Den Hollander
- Sociétés de production : Quizas Productions
- Genre : comédie de mœurs
- Pays d'origine :  France
- Langue : français
- Format : couleur - 4K
- Durée : 110 minutes
- Date de sortie : 
  - France : 22 février 2017

## Distribution
- Dominique Pinon : Basile Matrin
- Marina Tomé : Rose Matrin
- Delphine Depardieu : Maryse Duval
- Pascal Turmo : le journaleux

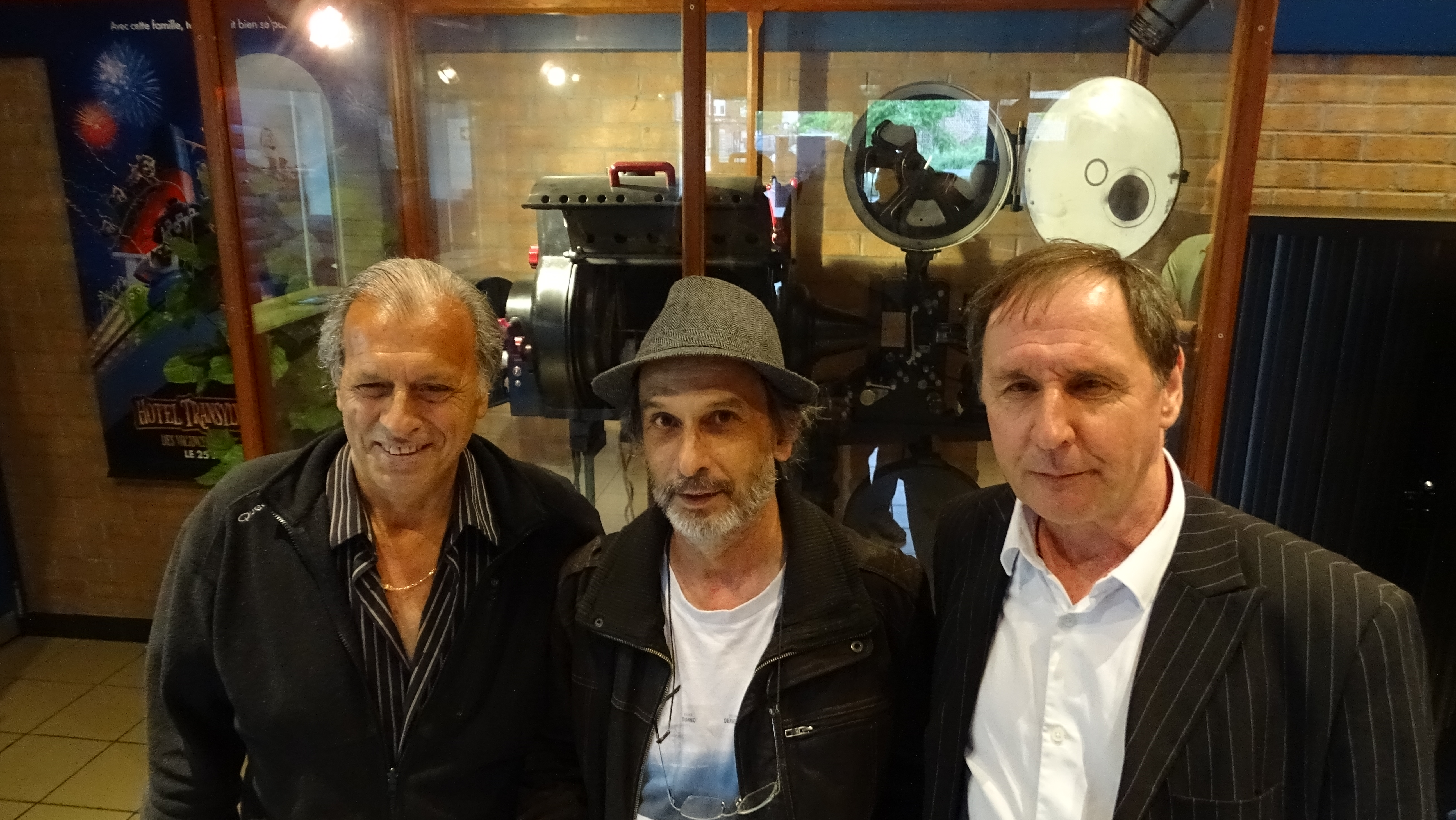
À L'Idéal Cinéma-Jacques Tati d'Aniche, en projection de La Dormeuse Duval le 1 juin 2018, Toni Librizzi, comédien (à gauche), Manuel Sanchez, réalisateur (au centre) et Jean-Marcel Crusiaux, comédien (à droite)

- Toni Librizzi : le professeur de piano
- Charles Schneider : Marcel Duval
- Marie-Pascale Grenier : Marcelle Duval
- Philippe Rigot : le rédacteur en chef
- Paulette Frantz: la mère de Rose
- Didier Kaminka: le peintre lubrique
- Pierre-Loup Rajot : le DRH de l'usine
- Fabrice Eberhard : le metteur en scène
- Christian Van Tomme : le Maire
- Patrice Guillesser : le patron du bar Le Guet-apens
- Jeremy Banster : docteur Robin
- Thierry Dorido : figurant

## Distinctions

### IndieFEST Independent film awards
- Prix d'Excellence avec Mention Spéciale pour le film La dorMeuse Duval
- Prix d'Excellence avec Mention Spéciale pour le réalisateur Manuel Sanchez
- Prix d'Excellence Acteur Premier Rôle pour Dominique Pinon
- Prix d'Excellence Actrice Premier Rôle pour Marina Tomé
- Prix d'Excellence Acteur Second Rôle pour Pascal Turmo
- Prix d'Excellence Actrice Second Rôle pour Delphine Depardieu

### Accolade Global Film Competition
- Prix d'Excellence pour le film La dorMeuse Duval